# Abdullah ibn Mohammed ibn Ghania
 (septembre 2019).
Si vous disposez d'ouvrages ou d'articles de référence ou si vous connaissez des sites web de qualité traitant du thème abordé ici, merci de compléter l'article en donnant les références utiles à sa vérifiabilité et en les liant à la section « Notes et références ».
Abdullah ibn Mohammed ibn Ghania, fils de le wali almoravide de Mayurqa Mohammed ibn Ghania, était gouverneur de Grenade et de Valence avant d'être nommé par son père, héritier de l'émirat de Mayurqa; Il a été assassiné avec son père, en 1155, par son frère, Ishaq ibn Mohammed ibn Ghania, qui a pris le pouvoir.